# Cristo Redentor (Porto Alegre)
Cristo Redentor (letteralmente Cristo Redentore) è un quartiere della città di Porto Alegre, in Brasile. Fu unito alla città il 7 dicembre 1959.

## Dati demografici
- Popolazione: 16 103 abitanti (2000)
  - Uomini: 7.218
  - Donne: 8.885
- Densità: 109 abitanti per chilometro quadro
- Area: 148 chilometri quadrati
- Tasso di crescita della popolazione: 0,7% (2000)
- Numero di abitazioni: 5.956